# Michał Kobosko
Michał Andrzej Kobosko (ur. 15 kwietnia 1968 w Warszawie) – polski dziennikarz prasowy i polityk, redaktor naczelny m.in. czasopism „Newsweek Polska” (2006–2009) i „Wprost” (2012–2013), przewodniczący (2020–2022) oraz I wiceprzewodniczący (2022–2024) partii Polska 2050, poseł na Sejm X kadencji (2023–2024), poseł do Parlamentu Europejskiego X kadencji (od 2024).

## Życiorys
Studiował na Politechnice Warszawskiej oraz w Ośrodku Studiów Amerykańskich Uniwersytetu Warszawskiego. W 2021 uzyskał licencjat z zarządzania i przywództwa na Uniwersytecie SWPS. Pracę w zawodzie dziennikarza rozpoczął w pierwszej połowie lat 90., dołączając do działu ekonomicznego „Gazety Wyborczej”. Następnie był zastępcą redaktora naczelnego dziennika „Puls Biznesu”, kierował też portalem PulsBiznesu.pl. Był również związany z dwutygodnikiem „BusinessWeek” (jako zastępca redaktora naczelnego). W 2004 dołączył do redakcji wydawanego przez Axel Springer Polska miesięcznika „Profit”. W latach 2005–2006 był zastępcą redaktora naczelnego i następnie redaktorem naczelnym miesięcznika „Forbes”. W październiku 2006 objął funkcję redaktora naczelnego „Newsweek Polska”, którą pełnił do sierpnia 2009.
W tym samym miesiącu został redaktorem naczelnym gazety „Dziennik Polska-Europa-Świat”. Od września tegoż roku, gdy doszło do jej fuzji z „Gazetą Prawną”, objął kierownictwo redakcji nowo powstałego „Dziennika Gazety Prawnej”. W marcu 2010 zastąpił go na tym stanowisku Tomasz Wróblewski. Michał Kobosko pracował następnie w Axel Springer Polska jako wydawca czasopism „Newsweek Polska” i „Forbes”, odszedł z wydawnictwa w styczniu 2011. Od lutego 2012 do stycznia 2013 był redaktorem naczelnym tygodnika „Wprost”, zastąpił na tym stanowisku Tomasza Lisa. Poza działalnością w prasie był też współprowadzącym program publicystyczny w stacji radiowej RMF FM. Zasiadał w jury konkursu Grand Press (od 2000), wszedł także w skład kapituły Nagroda Lesława A. Pagi. W 2013 zakończył działalność w branży medialnej. Od tegoż roku do 2017 był partnerem w agencji mówców „Primespeakers”. Również w 2013 objął stanowisko dyrektora warszawskiego biura amerykańskiego think tanku Atlantic Council, którym kierował do 2019.
Dołączył następnie do grona współpracowników Szymona Hołowni. Wszedł w skład jego sztabu w trakcie kampanii prezydenckiej w 2020, zajmował stanowisko pełnomocnika wyborczego. Po wyborach został wiceprezesem Stowarzyszenia Polska 2050. We wrześniu 2020 Szymon Hołownia wskazał go jako przewodniczącego zakładanej przez jego środowisko partii politycznej (zarejestrowanej w marcu 2021 pod nazwą Polska 2050 Szymona Hołowni). W marcu 2022 przeszedł na funkcję I wiceprzewodniczącego tego ugrupowania.
W wyborach parlamentarnych w 2023 kandydował do Sejmu z pierwszego miejsca na liście koalicji Trzecia Droga w okręgu warszawskim; uzyskał mandat posła X kadencji, otrzymując 61 452 głosy. W Sejmie został przewodniczącym Komisji do Spraw Unii Europejskiej. Objął też funkcję przewodniczącego delegacji Sejmu i Senatu do Zgromadzenia Parlamentarnego OBWE. W 2024 został przewodniczącym liberalnego europejskiego stowarzyszenia New Europeans. W 2024 został wybrany do Parlamentu Europejskiego X kadencji, startując jako lider listy Trzeciej Drogi w okręgu warszawskim i zdobywając 39 170 głosów. W czerwcu 2024 ustąpił z funkcji I wiceprzewodniczącego partii. W Europarlamencie zasiadł w Komisji Przemysłu, Badań Naukowych i Energii oraz Komisji Petycji.

## Wyniki w wyborach ogólnopolskich
| Wybory | Komitet wyborczy                | Komitet wyborczy | Organ           | Okręg          | Wynik          |
| ------ | ------------------------------- | ---------------- | --------------- | -------------- | -------------- |
| 2023   |                                 | Trzecia Droga    | Sejm X kadencji | nr 19          | 61 452 (3,58%) |
| 2024   | Parlament Europejski X kadencji | Trzecia Droga    | nr 4            | 39 170 (3,00%) |                |